# Плавання на літніх Олімпійських іграх 2016 — марафон 10 кілометрів (жінки)
Змагання з плавання на 10 кілометрів серед жінок на Олімпіаді 2016 року відбулися 15 серпня у Форті Копакабана. Перемогу здобула нідерландська плавчиня Шарон ван Раувендал.

## Розклад
Час місцевий (UTC−3)
| Дата      | Час | Раунд |
| --------- | --- | ----- |
| 15 серпня |     | Фінал |

## Результати
| Місце | Спортсменка             | Країна                | Час              | Відставання      | Нотатки          |
| ----- | ----------------------- | --------------------- | ---------------- | ---------------- | ---------------- |
| 1     | Шарон ван Раувендал     | Нідерланди (NED)      | 1:56:32.1        |                  |                  |
| 2     | Ракеле Бруні            | Італія (ITA)          | 1:56:49.5        | +17.4            |                  |
| 3     | Поліана Окімото Цінтра  | Бразилія (BRA)        | 1:56:51.4        | +19.3            |                  |
| 4     | Сінь Сінь               | Китай (CHN)           | 1:57:14.4        | +42.3            |                  |
| 5     | Гейлі Андерсон          | США (USA)             | 1:57:20.2        | +48.1            |                  |
| 6     | Ізабель Герле           | Німеччина (GER)       | 1:57:22.1        | +50.0            |                  |
| 7     | Кері-Енн Пейн           | Велика Британія (GBR) | 1:57:23.9        | +51.8            |                  |
| 8     | Анастасія Крапівіна     | Росія (RUS)           | 1:57:25.9        | +53.8            | Попередження     |
| 9     | Саманта Аревало Салінас | Еквадор (ECU)         | 1:57:27.2        | +55.1            |                  |
| 10    | Ана Марсела Куня        | Бразилія (BRA)        | 1:57:29.0        | +56.9            |                  |
| 11    | Калліопі Араузу         | Греція (GRE)          | 1:57:31.6        | +59.5            |                  |
| 12    | Юмі Кіда                | Японія (JPN)          | 1:57:35.2        | +1:03.1          | Попередження     |
| 13    | Ева Рістов              | Угорщина (HUN)        | 1:57:42.8        | +1:10.7          | Попередження     |
| 14    | Анна Олас               | Угорщина (HUN)        | 1:57:45.5        | +1:13.4          |                  |
| 15    | Челсі Ґубека            | Австралія (AUS)       | 1:58:12.7        | +1:40.6          |                  |
| 16    | Шпела Перше             | Словенія (SLO)        | 1:58:59.6        | +2:27.5          | Попередження     |
| 17    | Еріка Вільясіха Гарсія  | Іспанія (ESP)         | 1:59:04.8        | +2:32.7          | Попередження     |
| 18    | Мішель Вебер            | ПАР (RSA)             | 1:59:05.0        | +2:32.9          |                  |
| 19    | Яна Пеханова            | Чехія (CZE)           | 1:59:07.7        | +2:35.6          |                  |
| 20    | Паола Перес             | Венесуела (VEN)       | 1:59:07.7        | +2:35.6          |                  |
| 21    | Гайді Ґан               | Малайзія (MAS)        | 1:59:07.9        | +2:35.8          | Попередження     |
| 22    | Йоанна Захощ            | Польща (POL)          | 1:59:20.4        | +2:48.3          | Попередження     |
| 23    | Стефані Горнер          | Канада (CAN)          | 1:59:22.1        | +2:50.0          | Попередження     |
| 24    | Ванія Невіш             | Португалія (POR)      | 2:01:39.3        | +5:07.2          | Попередження     |
| 25    | Рім Касім               | Єгипет (EGY)          | 2:05:19.1        | +8:47.0          |                  |
| 026   | Орелі Мюллер            | Франція (FRA)         | Дискваліфікована | Дискваліфікована | Дискваліфікована |